# Tele-Romeo (single)
Tele-Romeo is de eerste single van het album Tele-Romeo van de meidengroep K3. De single kwam uit op 4 juni 2001.
De hoogste positie in de Nederlandse Single Top 100 was een 29ste positie. In zowel de Vlaamse Ultratop 50 als de Vlaamse Radio 2 Top 30 behaalde het nummer de eerste plaats en was hun eerste nummer 1-hit. Tele-Romeo stond 20 weken in de Ultratop 50 en 19 weken in de Radio 2 Top 30 waarvan 6 weken op de eerste plaats.

## Tracklist
1. Tele-Romeo (3:19)
2. Blub, ik ben een vis! (3:11)

## Hitnoteringen

### NederlandseSingle Top 100
| Hitnotering: 09-02-2002 t/m 30-03-2002 | Hitnotering: 09-02-2002 t/m 30-03-2002 | Hitnotering: 09-02-2002 t/m 30-03-2002 | Hitnotering: 09-02-2002 t/m 30-03-2002 | Hitnotering: 09-02-2002 t/m 30-03-2002 | Hitnotering: 09-02-2002 t/m 30-03-2002 | Hitnotering: 09-02-2002 t/m 30-03-2002 | Hitnotering: 09-02-2002 t/m 30-03-2002 | Hitnotering: 09-02-2002 t/m 30-03-2002 | Hitnotering: 09-02-2002 t/m 30-03-2002 |
| Week:                                  | 1                                      | 2                                      | 3                                      | 4                                      | 5                                      | 6                                      | 7                                      | 8                                      |                                        |
| -------------------------------------- | -------------------------------------- | -------------------------------------- | -------------------------------------- | -------------------------------------- | -------------------------------------- | -------------------------------------- | -------------------------------------- | -------------------------------------- | -------------------------------------- |
| Positie:                               | 54                                     | 35                                     | 35                                     | 29                                     | 33                                     | 55                                     | 62                                     | 69                                     | uit                                    |

### VlaamseUltratop 50
| Hitnotering: 16-06-2001 t/m 27-10-2001 | Hitnotering: 16-06-2001 t/m 27-10-2001 | Hitnotering: 16-06-2001 t/m 27-10-2001 | Hitnotering: 16-06-2001 t/m 27-10-2001 | Hitnotering: 16-06-2001 t/m 27-10-2001 | Hitnotering: 16-06-2001 t/m 27-10-2001 | Hitnotering: 16-06-2001 t/m 27-10-2001 | Hitnotering: 16-06-2001 t/m 27-10-2001 | Hitnotering: 16-06-2001 t/m 27-10-2001 | Hitnotering: 16-06-2001 t/m 27-10-2001 | Hitnotering: 16-06-2001 t/m 27-10-2001 | Hitnotering: 16-06-2001 t/m 27-10-2001 | Hitnotering: 16-06-2001 t/m 27-10-2001 | Hitnotering: 16-06-2001 t/m 27-10-2001 | Hitnotering: 16-06-2001 t/m 27-10-2001 | Hitnotering: 16-06-2001 t/m 27-10-2001 | Hitnotering: 16-06-2001 t/m 27-10-2001 | Hitnotering: 16-06-2001 t/m 27-10-2001 | Hitnotering: 16-06-2001 t/m 27-10-2001 | Hitnotering: 16-06-2001 t/m 27-10-2001 | Hitnotering: 16-06-2001 t/m 27-10-2001 | Hitnotering: 16-06-2001 t/m 27-10-2001 |
| Week:                                  | 1                                      | 2                                      | 3                                      | 4                                      | 5                                      | 6                                      | 7                                      | 8                                      | 9                                      | 10                                     | 11                                     | 12                                     | 13                                     | 14                                     | 15                                     | 16                                     | 17                                     | 18                                     | 19                                     | 20                                     |                                        |
| -------------------------------------- | -------------------------------------- | -------------------------------------- | -------------------------------------- | -------------------------------------- | -------------------------------------- | -------------------------------------- | -------------------------------------- | -------------------------------------- | -------------------------------------- | -------------------------------------- | -------------------------------------- | -------------------------------------- | -------------------------------------- | -------------------------------------- | -------------------------------------- | -------------------------------------- | -------------------------------------- | -------------------------------------- | -------------------------------------- | -------------------------------------- | -------------------------------------- |
| Positie:                               | 11                                     | 3                                      | 5                                      | 4                                      | 4                                      | 3                                      | 1                                      | 1                                      | 1                                      | 1                                      | 1                                      | 1                                      | 3                                      | 6                                      | 9                                      | 12                                     | 17                                     | 27                                     | 39                                     | 42                                     | uit                                    |

### VlaamseRadio 2 Top 30
| Hitnotering: 09-06-2001 t/m 13-10-2001 | Hitnotering: 09-06-2001 t/m 13-10-2001 | Hitnotering: 09-06-2001 t/m 13-10-2001 | Hitnotering: 09-06-2001 t/m 13-10-2001 | Hitnotering: 09-06-2001 t/m 13-10-2001 | Hitnotering: 09-06-2001 t/m 13-10-2001 | Hitnotering: 09-06-2001 t/m 13-10-2001 | Hitnotering: 09-06-2001 t/m 13-10-2001 | Hitnotering: 09-06-2001 t/m 13-10-2001 | Hitnotering: 09-06-2001 t/m 13-10-2001 | Hitnotering: 09-06-2001 t/m 13-10-2001 | Hitnotering: 09-06-2001 t/m 13-10-2001 | Hitnotering: 09-06-2001 t/m 13-10-2001 | Hitnotering: 09-06-2001 t/m 13-10-2001 | Hitnotering: 09-06-2001 t/m 13-10-2001 | Hitnotering: 09-06-2001 t/m 13-10-2001 | Hitnotering: 09-06-2001 t/m 13-10-2001 | Hitnotering: 09-06-2001 t/m 13-10-2001 | Hitnotering: 09-06-2001 t/m 13-10-2001 | Hitnotering: 09-06-2001 t/m 13-10-2001 | Hitnotering: 09-06-2001 t/m 13-10-2001 |
| Week:                                  | 1                                      | 2                                      | 3                                      | 4                                      | 5                                      | 6                                      | 7                                      | 8                                      | 9                                      | 10                                     | 11                                     | 12                                     | 13                                     | 14                                     | 15                                     | 16                                     | 17                                     | 18                                     | 19                                     |                                        |
| -------------------------------------- | -------------------------------------- | -------------------------------------- | -------------------------------------- | -------------------------------------- | -------------------------------------- | -------------------------------------- | -------------------------------------- | -------------------------------------- | -------------------------------------- | -------------------------------------- | -------------------------------------- | -------------------------------------- | -------------------------------------- | -------------------------------------- | -------------------------------------- | -------------------------------------- | -------------------------------------- | -------------------------------------- | -------------------------------------- | -------------------------------------- |
| Positie:                               | 21                                     | 10                                     | 3                                      | 4                                      | 3                                      | 3                                      | 2                                      | 1                                      | 1                                      | 1                                      | 1                                      | 1                                      | 1                                      | 2                                      | 3                                      | 5                                      | 9                                      | 12                                     | 26                                     | uit                                    |